# Сен-Габриэль-Бреси
Сен-Габриэ́ль-Бреси́ (фр. Saint-Gabriel-Brécy) — коммуна во Франции, находится в регионе Нижняя Нормандия. Департамент коммуны — Кальвадос. Входит в состав кантона Крёлли. Округ коммуны — Кан.
Код INSEE коммуны — 14577.

## Население
Население коммуны на 2010 год составляло 301 человек.
| 1962 | 1968 | 1975 | 1982 | 1990 | 1999 | 2010 |
| ---- | ---- | ---- | ---- | ---- | ---- | ---- |
| 269  | 276  | 254  | 245  | 240  | 243  | 301  |

## Экономика
В 2010 году среди 219 человек трудоспособного возраста (15—64 лет) 131 были экономически активными, 88 — неактивными (показатель активности — 59,8 %, в 1999 году было 79,9 %). Из 131 активных жителей работали 117 человек (64 мужчины и 53 женщины), безработных было 14 (9 мужчин и 5 женщин). Среди 88 неактивных 60 человек были учениками или студентами, 16 — пенсионерами, 12 были неактивными по другим причинам.